# AHCYL1
La supuesta adenosilhomocisteinasa 2 es una enzima que en los humanos está codificada por el gen AHCYL1.

## Interacciones
Se ha demostrado que AHCYL1 interactúa con ITPR1.

## Otras lecturas
- Pawlak A, Toussaint C, Lévy I (1995). «Characterization of a large population of mRNAs from human testis.». Genomics 26 (1): 151-8. PMID 7782076. doi:10.1016/0888-7543(95)80096-5.
- Andersson B, Wentland MA, Ricafrente JY (1996). «A "double adaptor" method for improved shotgun library construction.». Anal. Biochem. 236 (1): 107-13. PMID 8619474. doi:10.1006/abio.1996.0138.
- Yu W, Andersson B, Worley KC (1997). «Large-scale concatenation cDNA sequencing.». Genome Res. 7 (4): 353-8. PMC 139146. PMID 9110174. doi:10.1101/gr.7.4.353.
- Cleaver JE, Afzal V, Feeney L (1999). «Increased ultraviolet sensitivity and chromosomal instability related to P53 function in the xeroderma pigmentosum variant.». Cancer Res. 59 (5): 1102-8. PMID 10070969.
- Strausberg RL, Feingold EA, Grouse LH (2003). «Generation and initial analysis of more than 15,000 full-length human and mouse cDNA sequences.». Proc. Natl. Acad. Sci. U.S.A. 99 (26): 16899-903. Bibcode:2002PNAS...9916899M. PMC 139241. PMID 12477932. doi:10.1073/pnas.242603899.
- Imabayashi H, Mori T, Gojo S (2003). «Redifferentiation of dedifferentiated chondrocytes and chondrogenesis of human bone marrow stromal cells via chondrosphere formation with expression profiling by large-scale cDNA analysis.». Exp. Cell Res. 288 (1): 35-50. PMID 12878157. doi:10.1016/S0014-4827(03)00130-7.
- Gerhard DS, Wagner L, Feingold EA (2004). «The status, quality, and expansion of the NIH full-length cDNA project: the Mammalian Gene Collection (MGC).». Genome Res. 14 (10B): 2121-7. PMC 528928. PMID 15489334. doi:10.1101/gr.2596504.
- Zhang Y, Wolf-Yadlin A, Ross PL (2005). «Time-resolved mass spectrometry of tyrosine phosphorylation sites in the epidermal growth factor receptor signaling network reveals dynamic modules.». Mol. Cell. Proteomics 4 (9): 1240-50. PMID 15951569. doi:10.1074/mcp.M500089-MCP200.
- Gregory SG, Barlow KF, McLay KE (2006). «The DNA sequence and biological annotation of human chromosome 1.». Nature 441 (7091): 315-21. Bibcode:2006Natur.441..315G. PMID 16710414. doi:10.1038/nature04727.
- Shirakabe K, Priori G, Yamada H (2006). «IRBIT, an inositol 1,4,5-trisphosphate receptor-binding protein, specifically binds to and activates pancreas-type Na+/HCO3- cotransporter 1 (pNBC1).». Proc. Natl. Acad. Sci. U.S.A. 103 (25): 9542-7. PMC 1480443. PMID 16769890. doi:10.1073/pnas.0602250103.

- Datos: Q18035802